# Lingua aja (Sudan)
L'Aja (o Adja o Ajja), è una lingua appartenente alla famiglia linguistica delle Lingue sudaniche centrali, parlata nel Sudan del Sud, lungo il confine con la Repubblica Centrafricana, dal popolo Aja. 
benché gli Aja siano da considerarsi un popolo Kresh, la loro lingua non è intelligibile con le altre lingue (o dialetti) che formano il gruppo. delle lingue Kresh.
La maggior parte dei membri dell'etnia è bilingue in Gbaya, la sola altra lingua che, secondo ethnologue, appartiene al gruppo delle lingue Kresh (per altre scuole di pensiero il gruppo è formato da più lingue, che per ethnologue sono dialetti).